# Стивенс, Альфред (скульптор)
Альфред Джордж Стивенс (30 декабря 1817, Бландфорд-Форум – 1 мая 1875, Лондон) — британский скульптор. 

## Биография
Альфред Стивенс родился 30 декабря 1817 года в Бландфорд-Форуме в Дорсете, в семье столяра. В возрасте десяти лет он поступил в мастерскую своего отца в качестве помощника. В 1833 году настоятель его прихода обратил внимание на талантливого подростка и оплатил ему поездку в Италию, где Стивенс провел девять лет, побывал в таких местах, как Неаполь, Болонья, Сиена, Помпеи, Капри, Рим, Милан, Венеция и Флоренция; во Флоренции он некоторое время учился в местной Академии Изящных искусств. Стивенс никогда не посещал английскую школу. В 1841 году легендарный скульптор Бертель Торвальдсен нанял его в Риме на один год в качестве подмастерья. После долгого периода учебы и поездок по всей Италии Стивенс вернулся в Англию.
В 1845 году Стивенс получил должность преподавателя в государственной школе прикладного искусства в Сомерсет-хаусе, Лондон, где он оставался до 1847 года. В 1850 году он стал главным художником в шеффилдской фирме «Хул и Ко», которая специализировалась на работе с бронзой и металлом.  Краеведы Шеффилда полагают, что именно Стивенс разработал дизайн богато украшенных ворот шеффилдского завода Грин-Лейн (закончены в 1860 году).
В 1852 году Стивенс вернулся в Лондон. К этому периоду относится его дизайн ваз на перилах перед Британским музеем, а также ограда с фигурами позолоченных львов перед зданием лондонского юридического общества.
В 1856 году Стивенс принял участие в конкурсе на надгробный памятник герцогу Веллингтону, первоначально предназначавшийся для установки под одной из больших арок собора Святого Павла, в расчёте на круговой обзор. Стивенс согласился создать памятник за 20 000 фунтов – на первый взгляд огромную, но в действительности довольно незначительная сумму, с учётом длительности и стоимости работ. Стивенс посвятил большую часть своей карьеры этому грандиозному памятнику, причем работу постоянно тормозили вмешательства правительства, нехватка денег и другие трудности.

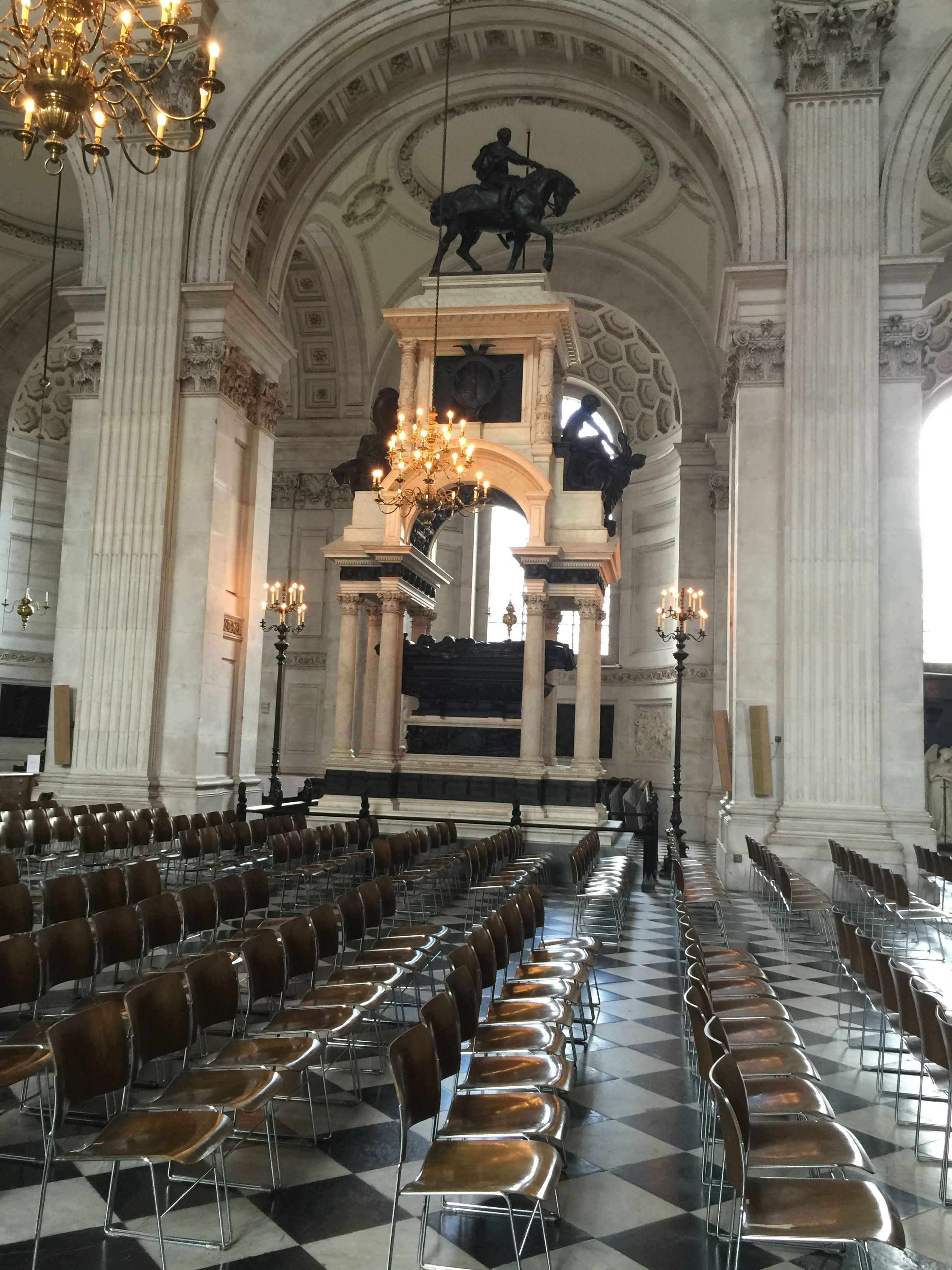
Надгробие герцога Веллингтона.

Стивенс не дожил до установки памятника. В течение многих лет, вопреки ожиданиям, он был помещен в небольшой боковой часовне, где эффект от него был полностью нарушен. Только в XX веке было решено перенести надгробие, к тому моменту признанное шедевром, на место, для которого оно первоначально было предназначено.
Памятник состоит из саркофага, поддерживающего лежащее бронзовое изваяние герцога Веллингтона, над которым возвышается арочный мраморный уплощённый прямоугольный двухуровневый навес в стиле позднего Ренессанса на изящных колоннах. Верх первого уровня навеса украшен двумя скульптурными группами, одна из которых изображает Истину, а вторая — Доблесть, наказывающих противоположные им пороки. Две Добродетели представлены очень величественными женскими фигурами, смоделированными с удивительной красотой и силой; Пороки — две обнаженные мужские фигуры, очень массивные. Выше находится второй уровень навеса, представляющий собой, фактически, постамент с бронзовыми барельефам, на котором возвышается конный монумент. Энергия и выразительность этих групп напоминает стиль Микеланджело, но работа Стивенса совершенно оригинальна.
Потратив много лет на эту единственную работу, Стивенс создал мало других скульптур. В Дорчестер-хаусе (снесенном в 1929 году, чтобы освободить место для одноименного отеля), находилось несколько его небольших работ, в частности, каминная полка, поддерживаемая обнаженными кариатидами, которая теперь украшает центральную зону отдыха музея Виктория и Альберта. Стивенс также спроектировал четыре мозаики с изображениями пророков Исайи, Иеремии, Иезекииля и Даниила под потолком собора Святого Павла, поблизости от купола.
Стивенс содержал свою мастерскую. Одним из его учеников был Эдгар Банди, известный в дальнейшем исторический художник. Стивенс скончался в 57-летнем возрасте и был похоронен на кладбище Хайгейт.
По некоторым данным, помимо скульптуры занимался живописью.

## Галерея

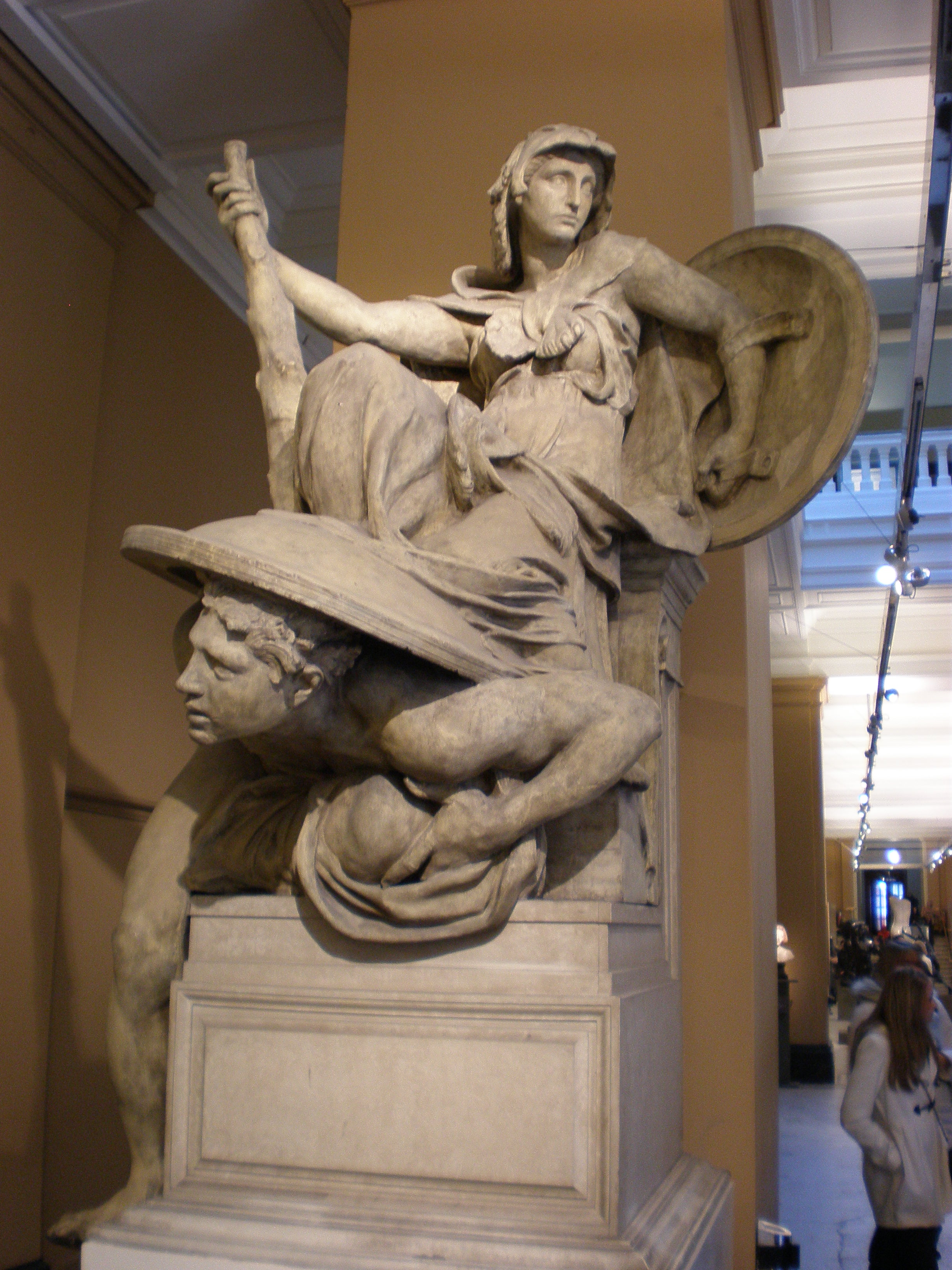
Модель фигуры Доблести для надгробия Веллингтона. Музей Виктории и Альберта, Лондон.
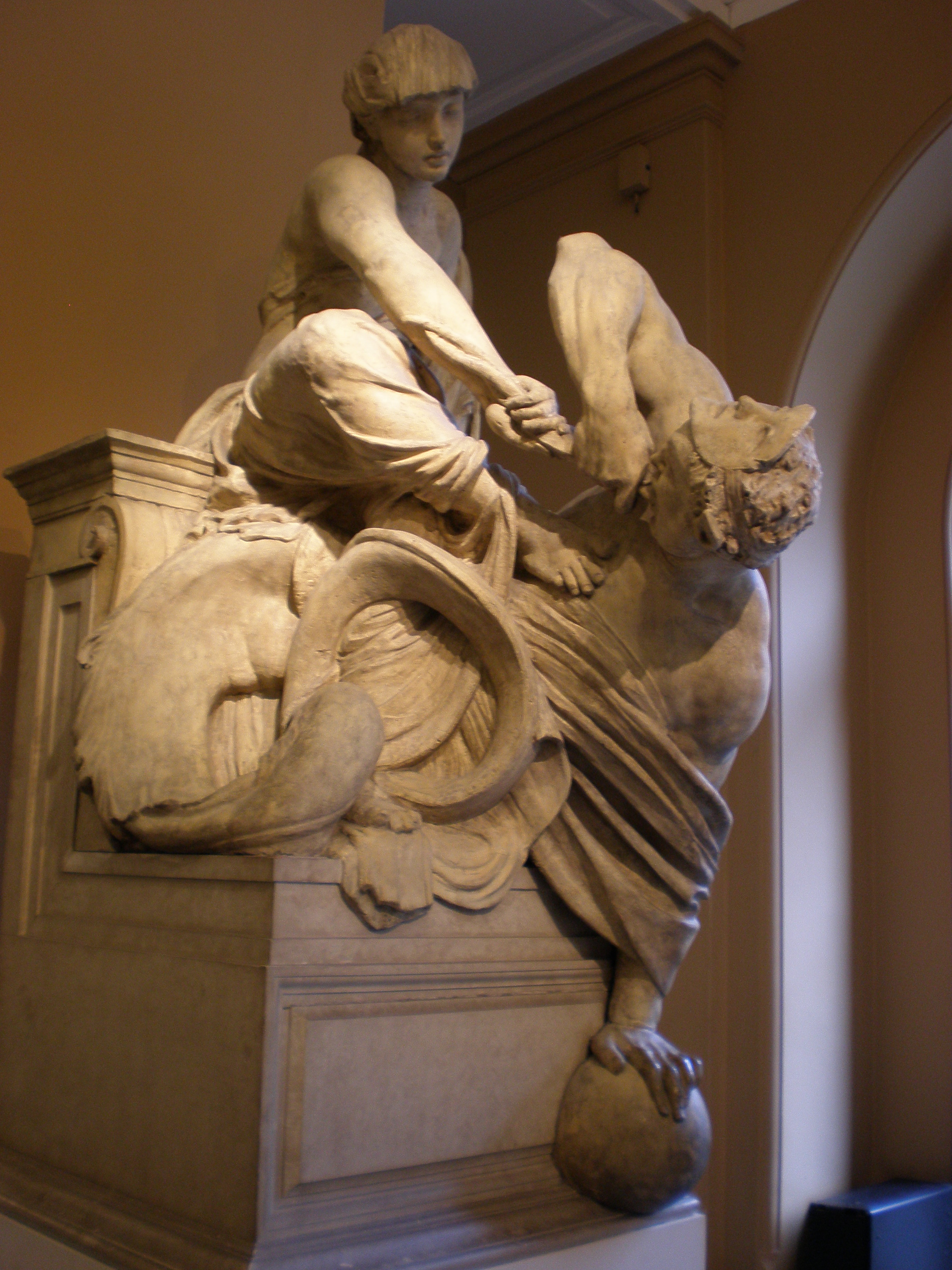
Модель фигуры Истины для надгробия Веллингтона. Музей Виктории и Альберта, Лондон
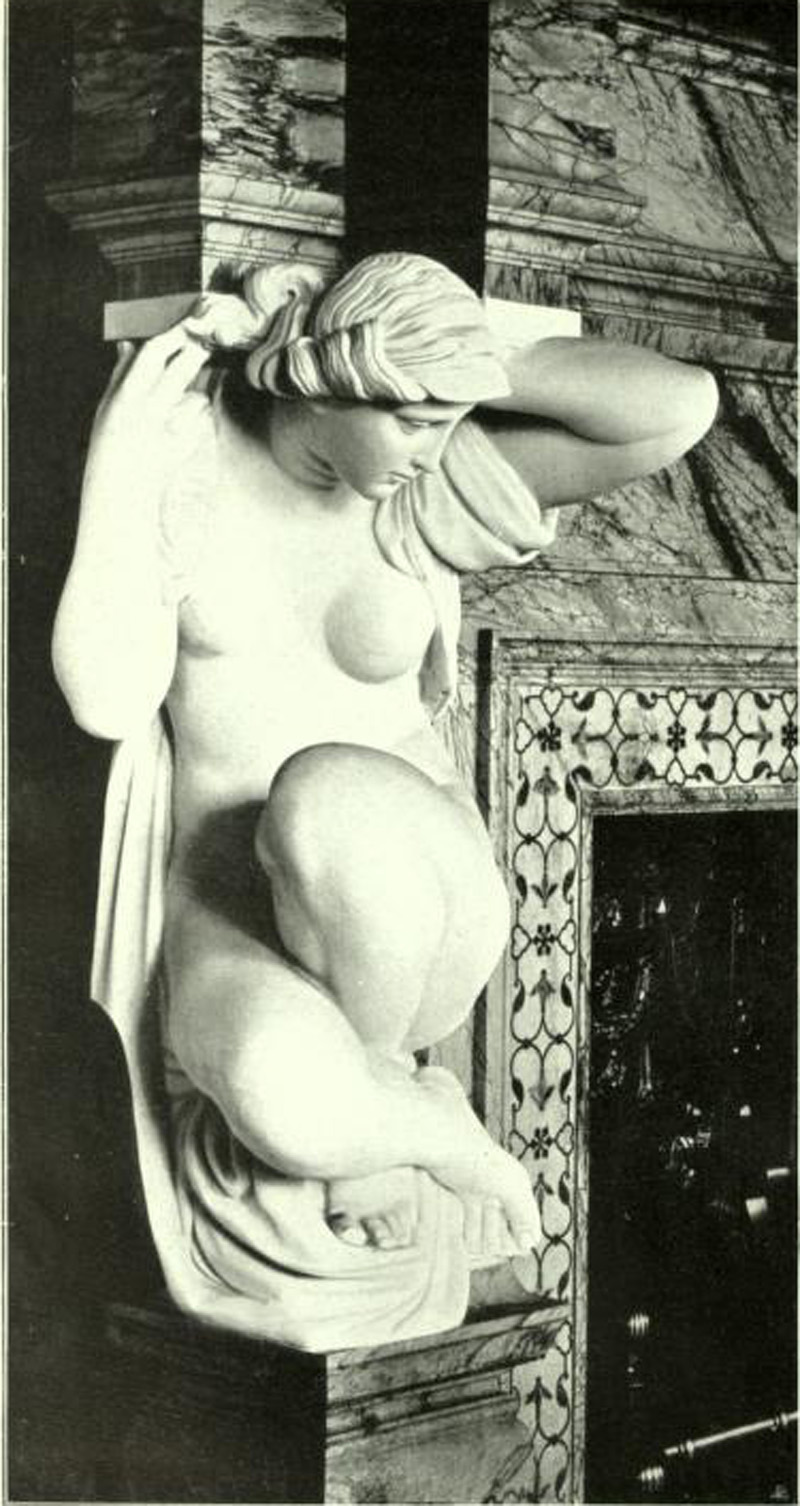
Кариатида с камина из Дорчестер-хауса. Музей Виктории и Альберта, Лондон.
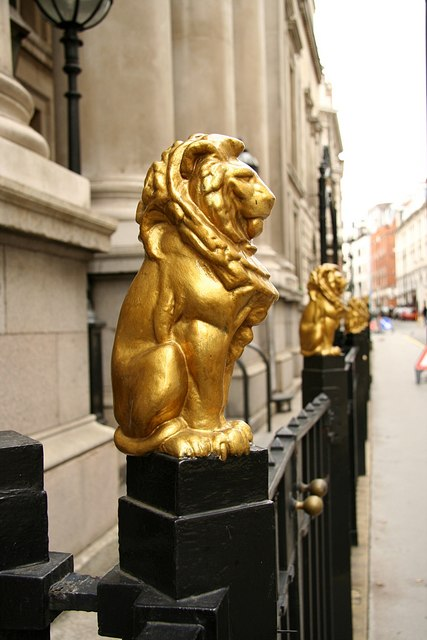
Ограда с фигурами позолоченных львов перед зданием Лондонского юридического общества.